# إيفو فييرا
إيفو فييرا (10 يناير 1976 بماتشيكو في البرتغال - ) هو مدرب كرة قدم ولاعب كرة قدم برتغالي في مركز الدفاع. لعب مع ناسيونال ماديرا.

## وصلات خارجية
- إيفو فييرا على موقع قاعدة بيانات كرة القدم.إي يو (الإنجليزية)